# Горталов, Фёдор Матвеевич
Фёдор Матвеевич Горталов (1839 — 31 августа 1877) — майор 61-го пехотного Владимирского полка, герой русско-турецкой войны 1877—1878 годов.

## Биография
Происходил из дворян Костромской губернии, родился в 1839 году и воспитывался в военной школе при 22-й пехотной дивизии.
В службу вступил унтер-офицером в 6-й Финляндский линейный батальон в 1855 году. Произведён в прапорщики в 1859 году с переводом в 61-й пехотный Владимирский полк, в котором проходила вся его дальнейшая служба.
В должности командира одного из батальонов 61-го пехотного Владимирского полка майор Горталов принял участие в русско-турецкой войне 1877—1878 годов.

### Подвиг майора
30 августа 1877 года после неимоверных усилий и громадных жертв владимирцам удалось взять у турок редут № 1 (Каванлык, иначе Абдул-бей-табия) под Плевной, и они продержались на нём всю ночь и весь день 31 августа, поражаемые с фронта, тыла и флангов убийственным неприятельским огнём. По словам командира полка В. Ф. Аргамакова, 
«майор Горталов был уважаемый офицер в полку, оказывавший прекрасное нравственное влияние на товарищей и имевший поэтому большой вес и значение»
.
30 августа, после того как редуты № 1 и 2 были нами заняты, Горталов увидел малочисленность своих людей и, предположив, что многие из них поотстали во время атаки и застряли в кукурузе и других злачных полях, отправился осмотреть тыл и, если возможно, пособрать отставших и провести в редут. Во время этой работы он наткнулся на Скобелева, который, будучи не в духе, резко спросил его: «Чего вы тут шатаетесь?» Горталов объяснил причину своего «шатания» и отправился далее делать своё дело. Предположение его оказалось верно: он собрал в тылу весьма порядочную команду и привёл её в редут. Как раз в это время в редуте находился начальник штаба этой дивизии капитан Куропаткин. Горталов обратился к нему с просьбой засвидетельствовать перед Скобелевым, что «шатался» он в тылу именно с тем намерением, о котором доложил, и притом не без успеха. Куропаткин исполнил просьбу Горталова, и Скобелев во время вторичного объезда отбитых укреплений приветливо и ласково обратился к Горталову, сказал, что верил его прекрасным намерениям и в знак этого назначил его комендантом редута, причём просил отстаивать его достойно, если б турки вознамерились возвратить свою утрату. Горталов поблагодарил Скобелева и поручился честным словом русского офицера, что живым он не сдаст редута неприятелю.
31 августа после отбития пяти атак на редут № 1, когда владимирцам за неимением шанцевого инструмента пришлось рыть землю крышками от манерок и даже скоблить её ногтями, лишь бы устроить хоть какое-либо подобие закрытия от адского огня, получено было приказание очистить Каванлык. Турки в 6-й раз пошли в атаку.

В. Ф. Аргамаков вспоминал:
«Горталову приходилось выбирать между правом сохранить свою жизнь, опираясь на приказание, и нарушением торжественно данного честного слова. Он колебался недолго и решил погибнуть, но не утратить чести ни при каких обстоятельствах. Он громко сообщил всем своё решение и предложил кому угодно разделить его участь. Около отделения вызвалось остаться с ним, и все они погибли в неравной борьбе с ворвавшимся тут же противником».

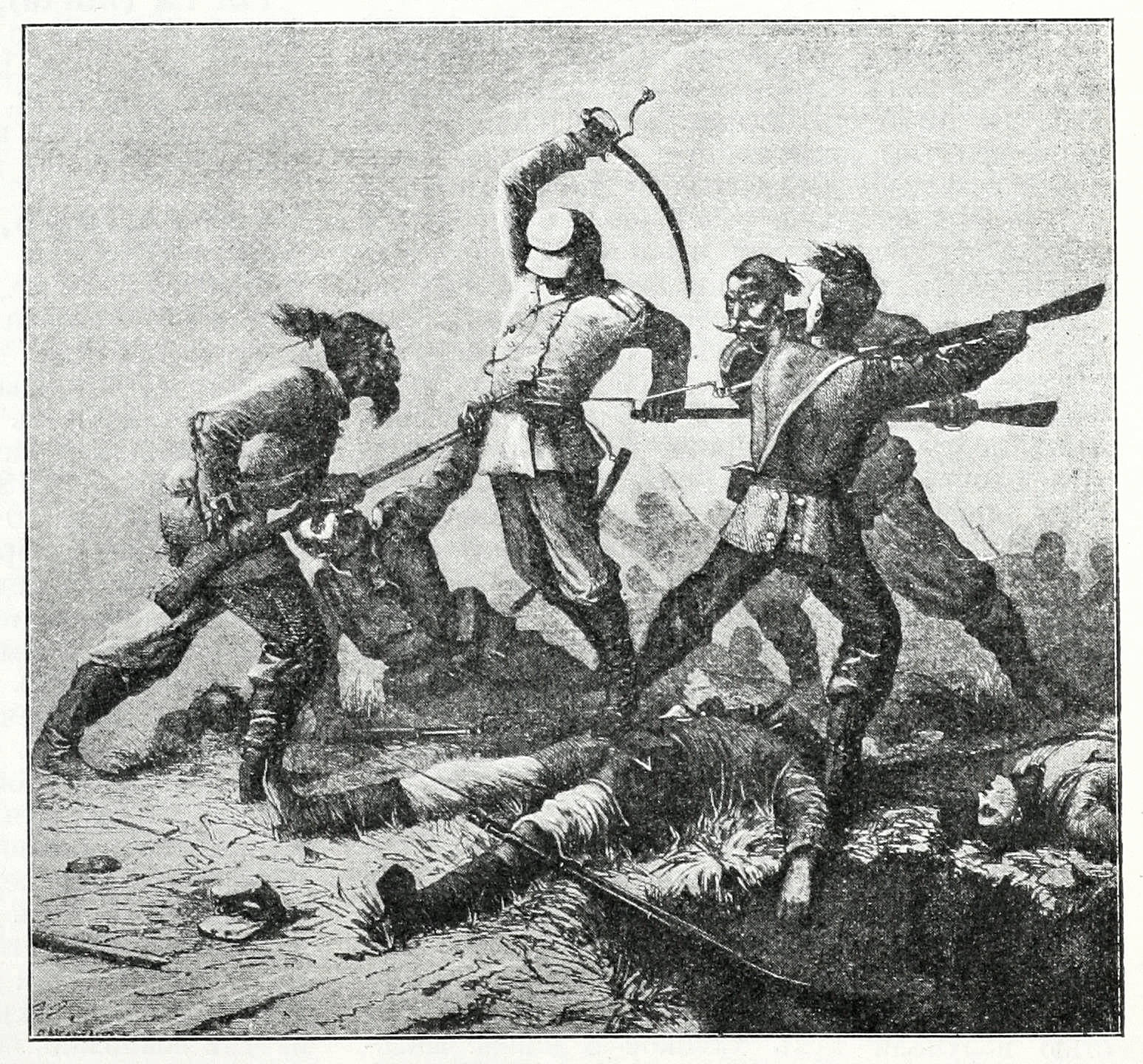
Смерть майора Горталова

По другим источникам, Горталов, получив приказание очистить редут, пропустил мимо себя уходивших людей под командой штабс-капитана Абадзиева, послал вслед уходящим своё благословение, перекрестился и без шапки, скрестив на груди руки, из которых в правой была опущенная сабля, стал на наружный край бруствера. Не прошло и минуты, как он был поднят на штыки турецкими солдатами. Георгиевский крест 4-й степени, посланный в награду Горталову за подвиги, совершенные им в предшествовавшие дни и накануне, уже не застал его в живых.

В реляции Скобелева о деле 30—31 августа говорится, что 

«Горталов был изрублен неприятелем» вместе с «храбрейшими, дождавшимися появления турок в самом редуте»

.

## Память
В его честь на севере Болгарии названо село Горталово, а в Софии и Солигаличе — улица Горталова.

## Подвиг майора Горталова в кино
Подвиг майора Горталова был показан в советско-болгарском художественном фильме Герои Шипки (1954).